# Саґуґунаво
Саґуґунаво (груз. საგუგუნავო) — село в Грузії.
За даними перепису населення 2014 року в селі проживає 121 особа.